# Зимске олимпијске игре 1960.
VIII Зимске олимпијске игре  су одржане 1960. године у Скво Валију, у САД. 
Организатори су успешно приредили олимпијско село, такмичарске терене терене и све остале пратеће објекте. Међутим, због претоплог времена 10-так дана пре отварања игара дословно се растопило велико привремено паркиралиште направљено на смрзнутом терену и леду. Као увек у сличним приликама, у помоћ је прискочила војска па је велик број војника помогао да се довуче лед с околних планина и поново утаба паркиралиште.
Међу спортским теренима није било боб стазе, тако да су ово биле једине зимске олимпијске игре у историји на којима такмичење у бобу није одржано. По први пут су за обраду резултата кориштени рачунари, које је за ту прилику обезбедила компанија IBM.
У програм игара је увршпћен спорт биатлон, те дисциплине брзог клизања за жене.
Након игара домаћини су одлучили сачувати олимпијски пламен, те он у Скво Велију гори и дан данас.
У такмичарском програму су се истакнули следећи појединци и тимови:
- Јевгени Гришин из Совјетског Савеза је поновио свој успех са Зимских олимпијских игара четири године раније, освојивши злата у брзом клизању у тркама на 500 m и на 1500 m. Лидиа Скобликова је поновила успех свог тимског колеге такође освојивши два злата у том спорту.
- Вајко Хакулинен из Финске се истакнуо у скијашком трчању, када је као задњи тркач у постави Финске надокнадио велико закашњење за тада водећим Норвежанима па је освојио злато престигавши норвешког тркача дословно у задњем метру.
- Тим САД је на задовољство домаћих навијача неочекивано освојила злато у хокеју на леду.

## Списак спортова
| - Алпско скијање - Биатлон - Брзо клизање - Хокеј на леду - Уметничко клизање |  | - Нордијско скијање: - Скијашко трчање - Нордијска комбинација - Скијашки скокови |

## Списак поделе медаља
(Медаље домаћина посебно истакнуте)
| Зимске олимпијске игре Скво Вели 1960. | Зимске олимпијске игре Скво Вели 1960. | Зимске олимпијске игре Скво Вели 1960. | Зимске олимпијске игре Скво Вели 1960. | Зимске олимпијске игре Скво Вели 1960. | Зимске олимпијске игре Скво Вели 1960. |
| -------------------------------------- | -------------------------------------- | -------------------------------------- | -------------------------------------- | -------------------------------------- | -------------------------------------- |
| Пласман                                | Држава                                 | Злато                                  | Сребро                                 | Бронза                                 | Укупно                                 |
| 1                                      | СССР                                   | 7                                      | 5                                      | 9                                      | 21                                     |
| 2                                      | Уједињени тим Немачке                  | 4                                      | 3                                      | 1                                      | 8                                      |
| 3                                      | Сједињене Америчке Државе              | 3                                      | 4                                      | 3                                      | 10                                     |
| 4                                      | Норвешка                               | 3                                      | 3                                      | 0                                      | 6                                      |
| 5                                      | Шведска                                | 3                                      | 2                                      | 2                                      | 7                                      |
| 6                                      | Финска                                 | 2                                      | 3                                      | 3                                      | 8                                      |
| 7                                      | Канада                                 | 2                                      | 1                                      | 1                                      | 4                                      |
| 8                                      | Швајцарска                             | 2                                      | 0                                      | 0                                      | 2                                      |
| 9                                      | Аустрија                               | 1                                      | 2                                      | 3                                      | 6                                      |
| 10                                     | Француска                              | 1                                      | 0                                      | 2                                      | 3                                      |
| 11                                     | Холандија                              | 0                                      | 1                                      | 1                                      | 2                                      |
| 11                                     | Пољска                                 | 0                                      | 1                                      | 1                                      | 2                                      |
| 13                                     | Чехословачка                           | 0                                      | 1                                      | 0                                      | 1                                      |
| 14                                     | Италија                                | 0                                      | 0                                      | 1                                      | 1                                      |
| Укупно                                 | Укупно                                 | 28                                     | 26                                     | 27                                     | 81                                     |